# Paucartambo (Cuzco)
Paucartambo – miasto w Peru, w regionie Cuzco, stolica prowincji Paucartambo. 
W 2008 liczyło 4 309 mieszkańców.